# Triple saut féminin aux Jeux olympiques d'été de 2008
Navigation
Athènes 2004 Londres 2012
Le concours du triple saut féminin aux Jeux olympiques de 2008 a eu lieu le 15 août pour les qualifications, et le 17 août pour la finale, dans le Stade national de Pékin.
Les limites de qualifications étaient de 14,20 m pour la limite A et de 14,00 m pour la limite B.
La Grecque Hrysopiyi Devetzi, initialement troisième de l'épreuve est déchue de sa médaille pour dopage. En 2017, la vice-championne olympique russe Tatyana Lebedeva est à son tour convaincue de dopage. Les médailles vacantes reviennent à la Kazakhe Olga Rypakova pour l'argent et à la Cubaine Yargelis Savigne pour le bronze.

## Records
Avant cette compétition, les records dans cette discipline étaient les suivants :
| Record du monde  | 15,50 m | Inessa Kravets | Ukraine | 10 août 1995    | Göteborg |
| Record olympique | 15,33 m | Inessa Kravets | Ukraine | 31 juillet 1996 | Atlanta  |

## Médaillées
| Or                     | Argent        | Bronze           |
| Françoise Mbango Etone | Olga Rypakova | Yargelis Savigne |

## Résultats

### Finale (17 août)
12 athlètes étaient qualifiées à cette finale du concours du triple saut féminin, seules les 8 meilleures des trois premiers sauts ont pu effectuer leurs six sauts. 
| Rang               | Pays       | Athlète                | Marque  | Essais | Essais | Essais | Essais | Essais | Essais | Notes  |
| Rang               | Pays       | Athlète                | Marque  | 1      | 2      | 3      | 4      | 5      | 6      | Notes  |
| ------------------ | ---------- | ---------------------- | ------- | ------ | ------ | ------ | ------ | ------ | ------ | ------ |
| Médaille d'or      | Cameroun   | Françoise Mbango Etone | 15,39 m | 15,19  | 15,39  | -      | 14,82  | -      | 14,88  | OR, AR |
| Médaille d'argent  | Kazakhstan | Olga Rypakova          | 15,11 m | -      | 14,83  | 14,93  | 15,03  | 15,11  | -      | AR     |
| Médaille de bronze | Cuba       | Yargelis Savigne       | 15,05 m | -      | 14,87  | 14,77  | 15,05  | -      | 14,91  |        |
| 4                  | Slovénie   | Marija Šestak          | 15,03 m | 15,03  | 14,65  | -      | 14,46  | 14,47  | 14,75  | RN     |
| 5                  | Russie     | Viktoriya Gurova       | 14,77 m | 14,38  | 14,04  | 14,77  | -      | 14,65  | -      |        |
| 6                  | Ukraine    | Olha Saladukha         | 14,70 m | 12,78  | 14,70  | 11,29  |        |        |        |        |
| 7                  | Estonie    | Kaire Leibak           | 14,13 m | 12,19  | 14,13  | -      |        |        |        |        |
| 8                  | Jamaïque   | Trecia-Kaye Smith      | 14,12 m | 14,12  | 13,75  | -      |        |        |        |        |
| 9                  | Chine      | Xie Limei              | 14,09 m | 14,09  | 13,94  | 13,67  |        |        |        |        |
| DSQ                | Grèce      | Chrysopiyí Devetzí     | 15,23 m | 14,96  | 15,23  | -      | -      | -      | -      | SB     |
| DSQ                | Russie     | Tatyana Lebedeva       | 15,32 m | 15,00  | 15,17  | 15,32  | 14,40  | -      | -      | SB     |
| DSQ                | Russie     | Anna Pyatykh           | 14,73 m | 14,67  | 14,73  | 14,57  | -      | 14,67  | 14,28  |        |

Records et Performances
- AR : Record continental (area record)
- CR : Record des championnats (championship record)
- MR : Record du meeting (meet record)
- NR : Record national (national record)
- OR : Record olympique (olympic record)
- PR : Record paralympique (paralympic record)
- PB : Record personnel (personal best)
- SB : Meilleure performance personnelle de la saison (season's best)
- WL : Meilleure performance mondiale de l'année (world leader)
- WJR : Record du monde junior (world junior record)
- WR : Record du monde (world record)

Circonstances et Conditions
- DNF : N'a pas terminé (did not finish)
- DNS : N'a pas pris le départ (did not start)
- DQ : Disqualification (disqualification)
- NM : Aucun essai valable enregistré (No Mark)
- Q : Qualifié « directement » au prochain tour (ou à la prochaine compétition), lors d'une compétition majeure, grâce au classement ou à la réalisation des minima (automatic qualifier)
- q : Qualifié au prochain tour (ou à la prochaine compétition), lors d'une compétition majeure, grâce au repêchage ou à la réalisation de l'une des meilleures performances parmi celles des « non qualifiés directement » (grâce au meilleur temps ou à la meilleure distance par exemple) (secondary qualifier)

### Qualifications (15 août)
36 athlètes étaient inscrites à ce concours, deux groupes de qualifications ont été formés. La limite de qualifications était fixée à 14,45 m ou au minimum les 12 meilleures lanceuses de cette phase de qualifications. Vice-championne olympique en titre, Chrysopiyí Devetzí n'a eu besoin que d'un seul essai pour assurer sa qualification.
Carolina Klüft, qui a décidé de ne plus concourir en heptathlon pour se consacrer au triple saut et au saut en longueur, est éliminée dès ces qualifications.
| Rang | Pays        | Athlète            | Distance       | Essais | Essais | Essais |
| ---- | ----------- | ------------------ | -------------- | ------ | ------ | ------ |
| 1    | Cuba        | Yargelis Savigne   | 14,99 m Q      | 14,37  | 14,99  | -      |
| 2    | Russie      | Viktoriya Gurova   | 14,78 m Q      | 14,44  | 14,78  | -      |
| 3    | Kazakhstan  | Olga Rypakova      | 14,64 m Q (SB) | 14,64  | -      | -      |
| 4    | Russie      | Anna Pyatykh       | 14,45 m Q      | -      | 14,45  | -      |
| 5    | Slovénie    | Marija Šestak      | 14,44 m q      | -      | 14,44  | -      |
| 6    | Serbie      | Biljana Topic      | 14,14 m        | -      | 14,11  | 14,14  |
| 7    | France      | Teresa Nzola Meso  | 14,11 m        | 14,11  | 14,11  | -      |
| 8    | Cuba        | Mabel Gay          | 14,09 m        | -      | -      | 14,09  |
| 9    | Espagne     | Carlota Castrejana | 14,02 m        | 14,02  | -      | -      |
| 10   | Ukraine     | Svitlana Mamyeyeva | 14,01 m        | 13,73  | 13,89  | 14,01  |
| 11   | Italie      | Magdelin Martinez  | 14,00 m        | -      | 14     | 13,77  |
| 12   | Suède       | Carolina Klüft     | 13,97 m        | 13,6   | -      | 13,97  |
| 13   | Bulgarie    | Gita Dodova        | 13,53 m        | -      | 13,47  | 13,53  |
| 14   | États-Unis  | Erica McLain       | 13,52 m        | -      | 13,52  | -      |
| 15   | Kazakhstan  | Yelena Parfenova   | 13,46 m        | 13,46  | -      | 13,38  |
| 16   | Nigeria     | Chinonye Ohadugha  | 13,29 m        | 12,92  | 12,86  | 13,29  |
| 17   | Biélorussie | Kseniya Pryiemka   | 13,08 m        | 13,08  | 12,79  | -      |
|      | Grèce       | Athanasía Pérra    | aucune marque  | -      | -      | -      |

| Rang | Pays        | Athlète                        | Distance       | Essais | Essais | Essais |
| ---- | ----------- | ------------------------------ | -------------- | ------ | ------ | ------ |
| 1    | Grèce       | Chrysopiyí Devetzí             | 14,92 m Q      | 14,92  | -      | -      |
| 2    | Russie      | Tatyana Lebedeva               | 14,55 m Q      | 14,55  | -      | -      |
| 3    | Cameroun    | Françoise Mbango Etone         | 14,50 m Q      | 14,50  | -      | -      |
| 4    | Ukraine     | Olha Saladukha                 | 14,46 m Q      | 14,46  | -      | -      |
| 5    | Chine       | Xie Limei                      | 14,27 m q      | 13,38  | 14,27  | 14,01  |
| 6    | Estonie     | Kaire Leibak                   | 14,19 m q      | 14,19  | 14,07  | -      |
| 7    | Jamaïque    | Trecia Smith                   | 14,18 m q (SB) | 14,18  | -      | -      |
| 8    | Roumanie    | Adelina Gavrila                | 13,98 m        | 13,98  | 13,71  | 13,55  |
| 9    | Cuba        | Yarianna Martínez              | 13,96 m        | 13,76  | 13,96  | 13,83  |
| 10   | Algérie     | Baya Rahouli                   | 13,87 m        | 13,8   | 13,57  | 13,87  |
| 11   | Brésil      | Gisele de Oliveira             | 13,81 m        | 13,81  | -      | -      |
| 12   | Ukraine     | Liliya Kulyk                   | 13,66 m        | 13,53  | 13,66  | 13,39  |
| 13   | États-Unis  | Shani Marks                    | 13,44 m        | 13,20  | 13,44  | -      |
| 14   | Ouzbékistan | Anastasiya Juravleva           | 13,36 m        | 13,36  | -      | -      |
| 15   | Kazakhstan  | Irina Litvinenko               | 12,92 m        | 12,92  | 12,91  | -      |
| 16   | Slovaquie   | Dana Velďáková                 | aucune marque  | -      | -      | -      |
| 17   | Soudan      | Yamilé Aldama                  | aucune marque  | -      | -      | -      |
| 18   | Tchéquie    | Martina Darmovzalová-Šestáková | aucune marque  | -      | -      | -      |